# Lumbung Kerep
Lumbung Kerep is een bestuurslaag in het regentschap Klaten van de provincie Midden-Java, Indonesië. Lumbung Kerep telt 2586 inwoners (volkstelling 2010).